# André Ettienne
André Ettienne (La Brea, Trinidad y Tobago, 9 de octubre de 1990) es un futbolista trinitense. Juega de defensa y su actual club es el Honduras Progreso de la Liga Nacional de Honduras. 

## Selección nacional
Ha sido internacional con la Selección de fútbol de Trinidad y Tobago, ha jugado 3 partidos internacionales.

## Clubes
| Club               | País              | Año             |
| ------------------ | ----------------- | --------------- |
| Point Fortin Civic | Trinidad y Tobago | 2013 - 2015     |
| Central            | Trinidad y Tobago | 2015 - 2017     |
| Honduras Progreso  | Honduras          | 2018 - Presente |

## Palmarés

### Campeonatos nacionales
| Título        | Club    | País              | Año  |
| ------------- | ------- | ----------------- | ---- |
| TT Pro League | Central | Trinidad y Tobago | 2016 |
| TT Pro League | Central | Trinidad y Tobago | 2017 |